# Patriarcato di Antiochia dei Siri

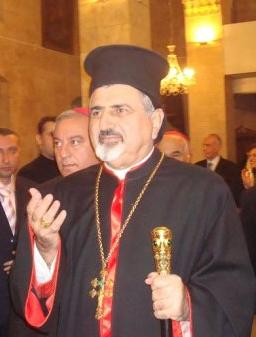
L'attuale patriarca della Chiesa cattolica sira, Ignace Youssif III Younan

Il patriarcato di Antiochia dei Siri (in latino Patriarchatus Antiochenus Syrorum) è una Chiesa patriarcale sui iuris della Chiesa cattolica.
È retto dal patriarca Ignace Youssif III Younan, eletto dal Santo Sinodo della Chiesa cattolica sira il 29 gennaio 2009 e intronizzato il 15 febbraio successivo.

## Territorio
Il patriarcato estende la sua giurisdizione su tutti i fedeli cattolici siri che dimorano nel territorio proprio della Chiesa cattolica sira, ossia nelle regioni che tradizionalmente sono riconosciute come il luogo di origine di questa Chiesa sui iuris.
Dall'inizio del XX secolo sede del patriarca è la città di Beirut. Diocesi propria del patriarcato è l'eparchia di Beirut dei Siri, dove si trova la cattedrale patriarcale dell'Annunciazione.
Dal patriarcato di Antiochia dei siri dipendono direttamente:
- gli esarcati patriarcali di Gerusalemme, Bàssora e Golfo e Turchia;
- il Sudan e Sud Sudan, territorio non costituito in circoscrizione ecclesiastica; la carica di protosincello è vacante; i cattolici censiti sono 40.

Il patriarca cattolico siro è membro di diritto del Consiglio dei patriarchi cattolici d'Oriente. La procura patriarcale presso la Santa Sede si trova a Roma, nei locali annessi alla chiesa di Santa Maria della Concezione in Campo Marzio.

## Cronotassi dei patriarchi
- Ignazio Andrea I Akhidjan † (23 aprile 1663 confermato - 24 luglio 1677 deceduto)
- Ignazio Pietro VI Chaahbadine † (12 giugno 1679 confermato - 4 marzo 1702 deceduto)
  - Sede vacante (1702-1783)
- Ignazio Michele III Jarweh † (15 dicembre 1783 confermato - 14 settembre 1800 deceduto)
- Ignazio Michele IV Daher † (20 dicembre 1802 confermato - 1812 dimesso)
- Ignazio Simone II Zora † (8 marzo 1816 confermato - 1º giugno 1818 dimesso)
  - Sede vacante (1818-1828)
- Ignazio Pietro VII Jarweh † (28 gennaio 1828 confermato - 16 ottobre 1851 deceduto)
- Ignazio Antonio I Samheri † (7 aprile 1854 confermato - 16 giugno 1864 deceduto)
- Ignazio Filippo I Arkousse † (6 agosto 1866 confermato - 7 marzo 1874 deceduto)
- Ignazio Giorgio V Chelhot † (21 dicembre 1874 confermato - 8 dicembre 1892 deceduto)
- Ignazio Behnam II Benni † (18 maggio 1894 confermato - 13 settembre 1897 deceduto)
- Ignazio Efrem II Rahmani † (28 novembre 1898 confermato - 7 maggio 1929 deceduto)
- Ignazio Gabriele I Tappouni † (15 luglio 1929 confermato - 29 gennaio 1968 deceduto)
- Ignazio Antonio II Hayek † (10 marzo 1968 eletto - 23 luglio 1998 ritirato)
- Ignazio Mosé I Daoud † (13 ottobre 1998 eletto - 8 gennaio 2001 dimesso)
- Ignazio Pietro VIII Abdel-Ahad † (16 febbraio 2001 eletto - 2 febbraio 2008 ritirato)
- Ignace Youssif III Younan, dal 20 gennaio 2009